# Halle Open 2023
Halle Open 2023 (còn được biết đến với Terra Wortmann Open vì lý do tài trợ) là một giải quần vợt thi đấu trên mặt sân cỏ ngoài trời. Đây là lần thứ 30 giải Halle Open and part of the ATP Tour 500 được tổ chức và là một phần của ATP Tour 2023. Giải đấu diễn ra tại OWL Arena ở Halle, Đức, từ ngày 19 đến ngày 25 tháng 6 năm 2023.

## Điểm và tiền thưởng

### Phân phối điểm
| Sự kiện | VĐ  | CK  | BK  | TK | Vòng 1/16 | Vòng 1/32 | Q  | Q2 | Q1 |
| Đơn     | 500 | 300 | 180 | 90 | 45        | 0         | 20 | 10 | 0  |
| Đôi     | 500 | 300 | 180 | 90 | 45        | 0         | 45 | 25 | 0  |

### Tiền thưởng
| Sự kiện | VĐ       | CK       | BK       | TK      | Vòng 1/16 | Vòng 1/32 | Q2     | Q1     |
| Đơn     | €477,795 | €220,800 | €117,715 | €60,145 | €32,105   | €17,120   | €8,775 | €4,925 |
| Đôi*    | €134,840 | €71,910  | €36,380  | €18,190 | €9,420    | €         | —      | —      |

*mỗi đội

## Nội dung đơn

### Hạt giống
| Quốc gia | Tay vợt               | Xếp hạng1 | Hạt giống |
| -------- | --------------------- | --------- | --------- |
|          | Daniil Medvedev       | 3         | 1         |
| GRE      | Stefanos Tsitsipas    | 5         | 2         |
|          | Andrey Rublev         | 7         | 3         |
| ITA      | Jannik Sinner         | 9         | 4         |
| CAN      | Félix Auger-Aliassime | 11        | 5         |
| POL      | Hubert Hurkacz        | 14        | 6         |
| CRO      | Borna Ćorić           | 15        | 7         |
| ESP      | Roberto Bautista Agut | 22        | 8         |
| GER      | Alexander Zverev      | 23        | 9         |

- 1 Bảng xếp hạng vào ngày 12 tháng 6 năm 2023.[3]

### Vận động viên khác
Đặc cách:
- Yannick Hanfmann
- Oscar Otte
- Dominic Thiem
- Stefanos Tsitsipas[4]

Bảo toàn thứ hạng:
- Lloyd Harris

Vượt qua vòng loại:
- Christopher Eubanks
- Marcos Giron
- Roman Safiullin
- Louis Wessels

Thua cuộc may mắn:
- Andrea Vavassori
- Aslan Karatsev

### Rút lui
- Félix Auger-Aliassime[5] → thay thế bởi  Andrea Vavassori
- Pablo Carreño Busta → thay thế bởi  Laslo Djere
- Karen Khachanov → thay thế bởi  Roberto Carballés Baena
- Nick Kyrgios[6] → thay thế bởi  Aslan Karatsev
- Casper Ruud → thay thế bởi  Wu Yibing

## Nội dung đôi

### Hạt giống
| Quốc gia | Tay vợt           | Quốc gia | Tay vợt           | Xếp hạng1 | Hạt giống |
| -------- | ----------------- | -------- | ----------------- | --------- | --------- |
| ESA      | Marcelo Arévalo   | NED      | Jean-Julien Rojer | 26        | 1         |
| ESP      | Marcel Granollers | ARG      | Horacio Zeballos  | 41        | 2         |
| BEL      | Sander Gillé      | BEL      | Joran Vliegen     | 51        | 3         |
| GER      | Kevin Krawietz    | GER      | Tim Pütz          | 52        | 4         |

- 1 Bảng xếp hạng vào ngày 12 tháng 6 năm 2023.

### Vận động viên khác
Đặc cách:
- Marcelo Demoliner /  Andreas Mies
- Oscar Otte /  Jan-Lennard Struff

Vượt qua vòng loại:
- Albano Olivetti /  David Vega Hernández

### Rút lui
- Máximo González /  Andrés Molteni → thay thế bởi  Simone Bolelli /  Andrea Vavassori
- Karen Khachanov /  Andrey Rublev → thay thế bởi  Andrey Rublev /  Alexander Zverev

## Nhà vô địch

### Đơn
- Alexander Bublik đánh bại  Andrey Rublev, 6–3, 3–6, 6–3

### Đôi
- Marcelo Melo /  John Peers đánh bại  Simone Bolelli /  Andrea Vavassori, 7–6(7–3), 3–6, [10–6]